# Куликовский сельсовет (Тамбовская область)
Куликовский сельсовет — сельское поселение в Моршанском районе Тамбовской области Российской Федерации.
Административный центр — село Малые Кулики.

## История
Статус и границы сельского поселения установлены Законом Тамбовской области от 17 сентября 2004 года № 232-З «Об установлении границ и определении места нахождения представительных органов муниципальных образований в Тамбовской области».

## Население
| 2010  | 2012  | 2013  | 2014  | 2015  | 2016  | 2017  |
| ----- | ----- | ----- | ----- | ----- | ----- | ----- |
| 1909  | ↘1845 | ↘1770 | ↘1718 | ↘1670 | ↘1610 | ↘1569 |
| 2018  | 2019  | 2020  | 2021  |       |       |       |
| ↘1541 | ↘1489 | ↘1469 | ↗2153 |       |       |       |

## Состав сельского поселения
| № | Населённый пункт | Тип населённого пункта       | Население |
| - | ---------------- | ---------------------------- | --------- |
| 1 | Большие Кулики   | село                         | ↘337      |
| 2 | Быковка          | деревня                      | ↘222      |
| 3 | Красная Слобода  | деревня                      | 22        |
| 4 | Малые Кулики     | село, административный центр | ↘424      |
| 5 | Сарымовка        | деревня                      | ↘166      |
| 6 | Центральный      | посёлок                      | ↘738      |

## Местное самоуправление
Главы сельсовета
- Белянкова Галина Алексеевна